# Чешки масив
Чешкият масив или Бохемски масив (на чешки: Český masiv) е планински масив в Централна Европа, заемащ около 4/5 от територията на Чехия и съседните области на Полша, Германия и Австрия. Най-висока точка е връх Снежка (1603 m).

## География

### Големина, граници, релеф
Масивът има ромбовидна форма с дължина от запад на изток около 500 km и ширина до 300 km. Той е част от Средноевропейските херцински планини. По периферията си е ограден от четири по-високи планини - Шумава на югозапад, Чешката гора на запад, Рудните планини (Крушне Харе) на северозапад и Судетите на север и североизток. На изток и югоизток постепенно се понижава към долината на река Морава и десният ѝ приток Дия. В югоизточната му част е разположено Чешко-Моравското възвишение. Вътрешната част на масива представлява обширно понижение, т.нар. Чешка равнина, състояща се от редица низини и разделящи ги възвишения и нископланински масиви (Бърди , Карловарско възвишение и др.).

### Геология
Чешкият масив представлява оголен древен фундамент образуван през херцинската орогенеза, изграден от гнайси, магматити, кристалинни шисти и протерозойски гранулити и долно- и среднопалеозойски шисти, кварцити и пясъчници. Седиментният чехъл е представен от кредни и кайнозойски скални породи. В резултат на неоген-антропогенните движения масивът е бил разцепен от разломи и навлаци, по които са се изливали вулканични лави. Във връзка с тектонските пропадания по североизточната му периферия е свързано формирането на Горносилезкия каменовъглен басейн.

### Води
Около 3/4 ог територията на масива принадлажи към водосборния басейн на река Елба (Лаба), която води началото си от Судетите. Към нейния басейн се отнасят реките Вълтава, Охрже и др. Източните, южните и югозападни части принадлежат към басейна на река Дунав, а северните склонове на Судетите – към водосборния басейн на река Одра (Одер). В южната му част са разположени голямо количество малки езера с тектонски произход. По южните подножия на Рудните планини бликат множество минерални извори, край които са възникнали курортни градчета – Карлови Вари, Мариански Лазне и др.

### Растителност, почви
Склоновете на ограждащите го пранини са заети от смесени и иглолистни гори (смърч, ела, бор, бук, дъб), развити върху планинска кафяви горски и планински подзолисти почви. Над 1400 m н.в. следват субалпийските пасища и храсти развити върху планинско-ливадни почви.